# Sam Laidlow
Sam Laidlow (* 23. Dezember 1998 in Großbritannien) ist ein französischer Triathlet. Er wurde 2023 Ironman-Weltmeister und wird als Zweitschnellster in der Bestenliste französischer Triathleten auf der Ironman-Distanz geführt.

## Werdegang
Im Jahr 2001 beschlossen seine Eltern, von Großbritannien nach Südfrankreich zu ziehen, um das Triathlon-Trainingsunternehmen Sancture Sportifs zu gründen. Im Alter von 13 Jahren entschied er sich, sein Zuhause in Amélie-les-Bains-Palalda zu verlassen und in das Nationale Höhentrainingszentrum in Font Romeu zu gehen. Drei Jahre später wurde Sam ausgewählt, um an der Seite des französischen Teams in Montpellier zu trainieren.
Im Alter von 17 Jahren kehrte Sam Laidlow zu seiner Familie nach Amélie-les-Bains-Palalda zurück und wird seitdem von seinem Vater Richard Laidlow trainiert.
2017 gewann er den Bearman Xtreme Triathlon und den Lakesman in 2019 mit der schnellsten jemals in Großbritannien aufgezeichneten Zeit über die Langdistanz.
Beim Cannes International Triathlon 2018 führte er den Großteil des Rennens vor Javier Gómez, als sein Schaltwerk brach. Er lief 20 km mit seinem Rad und beendete das Rennen trotzdem.
Im Oktober 2019 wurde er Siebter im Ironman Barcelona mit einer Zeit von 8:05 Stunden und stellte damit die sechsschnellste Zeit eines französischen Athleten auf der Ironman-Distanz ein.

### Ironman World Championships 2022 und 2023
Im Mai 2022 wurde Sam Laidlow Achter bei den erstmals außerhalb von Hawaii ausgetragenen und vom Oktober 2021 verschobenen Ironman World Championships. Im Oktober wurde der 23-Jährige Zweiter und damit Vize-Weltmeister beim Ironman Hawaii.

Im September 2023 siegte der 24-Jährige als jüngster Ironman-Weltmeister bei den Ironman Championships in Nizza vor dem Deutschen Patrick Lange.
Beim Ironman Vitoria-Gasteiz wurde er im Juli 2024 disqualifiziert.
Im Oktober belegte der 25-Jährige als zweitbester Franzose (hinter Léon Chevalier, Rang 4) den 18. Rang bei den Ironman World Championships auf Hawaii.
Im Juli 2025 gewann er die Challenge Roth und drei Wochen später konnte er auch die Erstaustragung des Ironman Leeds für sich entscheiden.
Sam Laidlow ist liiert mit Florence Paz.

## Sportliche Erfolge
| Datum/Jahr    | Platz | Wettbewerb                                     | Austragungsort      | Zeit     | Bemerkung |
| ------------- | ----- | ---------------------------------------------- | ------------------- | -------- | --- |
| 28. Sep. 2024 | 2     | T100 Ibiza                                     | Ibiza               | 03:14:03 | |
| 27. Juli 2024 | 1     | T100 London                                    | London              | 03:13:38 | 2 km Schwimmen, 80 km Radfahren und 18 km Laufen                                                                   |
| 6. Aug. 2023  | 1     | Challenge London                               | London              | 03:29:21 | |
| 22. Apr. 2023 | 1     | Challenge Gran Canaria                         | Mogán               | 03:40:27 | [ 16 ] |
| 24. Juli 2022 | 4     | PTO Canadian Open                              | Edmonton            | 03:14:47 | |
| 21. Apr. 2019 | 4     | Cannes International Triathlon                 | Cannes              |          | [ 17 ] |
| 5. Juni 2016  | 4     | FRA Triathlon National Championship Junior Men | Montceau Les Mines  | 00:57:50 | Französische Junioren-Staatsmeisterschaft auf der Sprintdistanz (750 m Schwimmen, 20 km Radfahren und 5 km Laufen) |
| 22. Mai 2016  | 1     | ETU Triathlon Junior European Cup              | L’Aiguillon-sur-Mer | 00:55:29 | Sieger Junioren |
| 4. Okt. 2015  | 20    | FRA Sprint Triathlon National Championships    | Nizza               | 00:57:30 | Staatsmeisterschaft Triathlon                                                                                      |

| Datum/Jahr    | Platz | Wettbewerb                        | Austragungsort       | Zeit     | Bemerkung                                                                                                   |
| ------------- | ----- | --------------------------------- | -------------------- | -------- | --- |
| 27. Juli 2025 | 1     | Ironman Leeds                     | Leeds                | 08:10:08 | [ 18 ] |
| 6. Juli 2025  | 1     | Challenge Roth                    | Roth                 | 07:29:35 | |
| 26. Okt. 2024 | 18    | Ironman Hawaii                    | Hawaii               | 08:02:01 | Ironman World Championships 2024                                                                            |
| 14. Juli 2024 | DSQ   | Ironman Vitoria-Gasteiz           | Vitoria-Gasteiz      | –        | Rennen trotzdem fortgesetzt und nach 7:39:35 h auf Position 2 ins Ziel eingelaufen. DSQ hat jedoch Bestand. |
| 10. Sep. 2023 | 1     | Ironman World Championships       | Nizza                | 08:06:22 | Ironman World Championships 2023                                                                            |
| 20. Mai 2023  | DNF   | Ironman Lanzarote                 | Puerto del Carmen    | –        | |
| 8. Okt. 2022  | 2     | Ironman Hawaii                    | Hawaii               | 07:42:24 | Ironman World Championships 2022                                                                            |
| 7. Mai 2022   | 8     | Ironman World Championship        | St. George           | 08:02:56 | Ironman World Championships 2021                                                                            |
| 23. Apr. 2022 | DNF   | Ironman Texas                     | The Woodlands        | –        | |
| 30. Mai 2021  | 1     | 140.6 INN International Triathlon | Castell-Platja d’Aro | 08:41:46 | [ 19 ] |
| 6. Okt. 2019  | 7     | Ironman Barcelona                 | Barcelona            | 08:05:40 | [ 20 ] |
| 16. Juni 2019 | 1     | The Lakesman                      | Keswick              | 08:21:00 | schnellste jemals in Großbritannien aufgezeichnete Zeit für einen Langstrecken-Triathlon                    |

(DNF – Did Not Finish; DSQ – Disqualifiziert)